# Хованские
Хова́нские  — русский княжеский род, Гедиминовичи.
Входил в число 16 наиболее привилегированных фамилий, члены которых в царствование Алексея Михайловича из стольников возводились прямо в бояре, минуя чин окольничего.
Род внесён в Бархатную книгу. При подаче документов (2 марта 1682) для включения рода в Бархатную книгу были предоставлена родословная роспись князей Хованских и выписка Палаты родословных дел об измене и опале князей Хованских.
Род записан в V часть родословных книг Московской, Тверской и Самарской губерний.

## Происхождение и история рода
Происходит от великого князя литовского Гедимина, через второго его сына, удельного князя Пинского Наримунта, а в крещении Глеба, который, негодуя на брата своего Ольгерда за свержение с престола их брата Явнута, уехал в Золотую Орду к хану Чаныбеку и им задержанный. Наримунд-Глеб был выкуплен великим князем московским Иваном Даниловичем Калитой, но не возвратился в Литву, а получил от новгородцев в кормление города Ладогу и Орехов (Шлиссельбург), земли Карелии и половину Ингрии, с обязательством защищать Новгород от набегов ливонских рыцарей. Когда великий магистр Дусмер учинил набег на Литву, Наримунд-Глеб спешил с войском на помощи брату Ольгерду и утонул в реке Стреве во время битвы на Стреве († 1348).
Ещё при жизни Наримунд-Глеб отдал Орехов во владение своему сыну князю Ореховецкому Александру Наримундовичу, который по кончине отца возвратился в Литву и получил от дяди Ольгерда в пожизненное владение землю Подольскую. Сын его Патрикей, удельный князь Звенигородский (на Днестре), согнанный с удела двоюродным дядей великим князем Витольдом, прибыл в Новгород (1397) с двумя сыновьями Фёдором († 1426) и Юрием, а  в 1408 году прибыл в Москву с сыновьями на службу к великому князю Василию I. Внук Патрикея — Василий Фёдорович, имел сына князя Василия прозванием Хавака — является родоначальником княжеского рода Хованских.
Лингвисты указывают, что вне зависимости от родословных преданий князья Хованские получили своё прозвание по топониму — вотчине, которая находилась на реке Хованке (недалеко от Волоколамска), или по селу Ховань, расположенному там же.
Традиционная версия о происхождении князей Хованских от Патрикея Наримунтовича получила подтверждение в ходе генетических исследований XXI века. Установлено, что мужские линии Хованских и Голицыных разошлись в середине XIV века.

## Допетровское время
У основателя рода Хованских, Василия Фёдоровича, в родословных книгах показано два сына:
1. Фёдор Васильевич Кривой — наместник в Новгороде (1420), посол в Лифляндию.
  1. Андрей Фёдорович, боярин на службе у ряда удельных князей
    1. Евфросинья Андреевна, жена старицкого князя Андрея Ивановича, мать князя Владимира Старицкого, канонизирована Русской церковью.
    2. Иван Андреевич Кривой — сын боярский и воевода во времена правления Ивана Грозного.

  2. Василий Фёдорович
    1. Дмитрий Васильевич
      1. Фёдор Дмитриевич
        1. Иван Фёдорович († 1625), стольник и воевода, затем боярин, участник боёв с польско-литовскими интервентами.
2. Иван Васильевич
  1. Василий Иванович Лущиха — воевода в походах против Казанского царства (1474, 1484, 1487).
    1. Пётр Васильевич
      1. Андрей Петрович († 1579), дворецкий удельного князя Владимира Старицкого, затем опричник
        1. Иван Андреевич Большой († 1621), военный деятель Смутного времени, один из вождей Второго народного ополчения, боярин царя Михаила Фёдоровича.
        2. Никита († 1608), стольник и воевода, зять кн. Дмитрия Пожарского
          1. Иван Никитич († 1675), боярин и воевода
            1. Иван Иванович († 1701), боярин
            2. Пётр Иванович Змей (1648—1709) — боярин, судья Судного приказа, полковой воевода, наместник в Казани; от него происходят Хованские новейшего времени (см. следующий раздел)

        3. Андрей Андреевич († 1639), воевода в Астрахани (1615—1620), Тобольске (1626—1628) и Нижнем Новгороде (1629).
          1. Иван Андреевич Тараруй (казнён † 1682) — боярин, воевода в Туле, Могилеве, Пскове, Новгороде и других городах, крупный военачальник, глава Стрелецкого приказа, предводитель Хованщины
            1. Андрей Иванович († 1682) — боярин, глава Судного приказа, казнён вместе с отцом.
            2. Пётр Иванович Большой (1642—1716), боярин, воевода в Курске, Архангельске и Киеве.

      2. Борис Петрович — воевода во времена правления Ивана Грозного, конюший и боярин князя Владимира Старицкого, боярин князя Симеона Бекбулатовича.

  2. Иван Иванович Мынник (Минник)
    1. Пётр Иванович
    2. Фёдор Иванович Телица
    3. Иван Иванович Жердь

- Князь Хованский Григорий Андреевич — стольник (1627—1640), воевода в Вологде (1640—1641), († 1644).
- Князь Хованский Семён Григорьевич — стольник (1658), воевода в Чернигове (1672—1675).
- Князь Хованский Семён Андреевич — стольник (1658—1676), боярин (1676—1692), воевода в Пскове.
- Князь Хованский Иван Иванович Меньшой — стряпчий (1676), стольник (1692).
- Князь Хованский Фёдор Семёнович — стольник (1676—1692).
- Князь Хованский Андрей Петрович — стольник (1690—1692).
- Князь Хованский Алексей Петрович — воевода в Киеве (1693)[12][13].

## Хованские XVIII-XX вв.

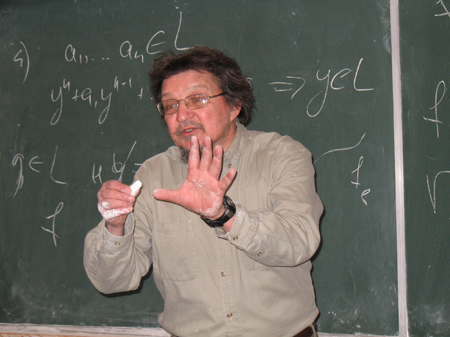
Аскольд Георгиевич, один из последних Хованских

Князь Пётр Иванович Хованский по прозвищу «Змей» (1648—1709) — боярин, судья Судного приказа, полковой воевода, внучатый племянник кн. Д. М. Пожарского
- Василий Петрович (1694—1746), совладелец подмосковного села Леоново, обер-президент Главного магистрата (1743)
  - Александр Васильевич (1722—1794)
    - Григорий Александрович (1767—1796) — поэт и переводчик

  - Николай Васильевич (1733—1777), полковник, женат на Марии Николаевне Щепотьевой (1739—1798)
    - Сергей Николаевич (1767—1817), симбирский губернатор (1804—1808)
      - Александр Сергеевич (1814—1885)
        - Александр Александрович (1857—1887)
          - Николай Александрович (1879—1967), коллежский советник, окончил Казанский университет, чиновник особых поручений VI класса при Переселенческом управлении
            - Алексей Николаевич (1916—1996), математик, эксперт по цепным дробям, геометрии и истории математики, эсперантист и полиглот

          - Сергей Александрович (1883—1941), один из основателей архивного дела Самарской губернии, член Самарского археологического общества, генеалог, составитель родословия князей Хованских
            - Георгий Сергеевич (1921—1999), доктор технических наук, заведующий сектором номографии Вычислительного центра АН СССР
              - Аскольд Георгиевич (род. 1947) — математик, доктор физико-математических наук, один из создателей и профессор Независимого Московского университета, член правления Московского математического общества

    - Александр Николаевич (1771—1857) — сенатор, управлял всеми отделами государственного ассигнационного банка и экспедицией заготовления государственных бумаг (1818)
    - Николай Николаевич (1777—1837) — генерал от инфантерии, сенатор и член Государственного совета, был около 10 лет генерал-губернатором смоленским, витебским и могилёвским

  - Алексей Васильевич (1738—1799), женат на Екатерине Никитичне Зотовой
    - Василий Алексеевич (1755—1830) — обер-прокурор Святейшего Синода (1797—1799), сенатор
      - Наталья Васильевна, жена почт-директора А. Я. Булгакова